# RV del Burí
RV del Burí (RV Caeli) és una estrella variable de la constel·lació del Burí.